# IZj 2715
De IZj 2715 was een automodel van IZj, dat van 1972 tot 1997 door de Izjmasj-fabriek geproduceerd werd.

## Geschiedenis
In 1966 begon de fabricage van personenauto's in Izjevsk met de Moskvitsj 403. In 1967 werd vervolgens de middenklasse sedan Moskvitsj 408 in productie genomen, die tot de zomer van 1973 geproduceerd werd.
Vanwege de hoge prijs waren voor de meeste burgers personenwagens nog onbereikbaar. Daarom besloot de firma de productie te wijzigen in goedkopere en nuttiger voertuigen. Zo werd ten slotte in 1973 de IZj 2715 als eerste model van het nieuwe merk op de markt gebracht. Dit was een voor middenstanders bedoelde gesloten bestelwagen. In 1974 volgde de pick-up-versie met de naam IZj 27151, die zowel bedrijven als particulieren moest aanspreken. Eind 1974 werd het model ook als hatchback aangeboden onder de naam IZj 2125.
De basis voor de 2715-serie was de Moskvitsj 412. In het begin werden UZAM-412-motoren met een cilinderinhoud van 1487 cc en een vermogen van 75 pk gemonteerd. Dit vermogen was voor velen echter te veel van het goede, daarom werd in 1975 de UZAM-412DE (1487 cc, 67 pk) in het programma opgenomen.

## Wijzigingen
In 1982 was de 2715-serie verouderd en de vraag liep terug. Daarom werd de serie nog in hetzelfde jaar uiterlijk gemodificeerd. Het nieuwe bedrijfswagenprogramma bestond uit de IZj 2715-01 en de pick-up 27151-01. Kort daarna begon Izj ook met de export van de pick-up 27151 Elite, een verlengde versie die in Panama en Finland met groot succes werd verkocht. Een andere versie was de 27151 Elite 1500, die vooral voor Griekenland en West-Europa was bedoeld. Deze had rechthoekige koplampen, een verlengde laadvloer en richtingaanwijzers opzij. De meeste afnemers van dit model werden echter in de Sovjet-Unie gevonden.
In 1995 werd de serie opnieuw gemodificeerd, ditmaal echter technisch. IZj 2715 IE heette nu de bestelwagen en 27151 IE de pick-up. De officiële exportvarianten bleven ongewijzigd. De gewijzigde modellen konden goederen tot 1,5 ton meenemen in plaats van voorheen 450 tot 500 kg.
In 1997 werd de productie van de 2715-serie gestaakt. Opvolger was de IZj 2717 op basis van de IZj 2126.

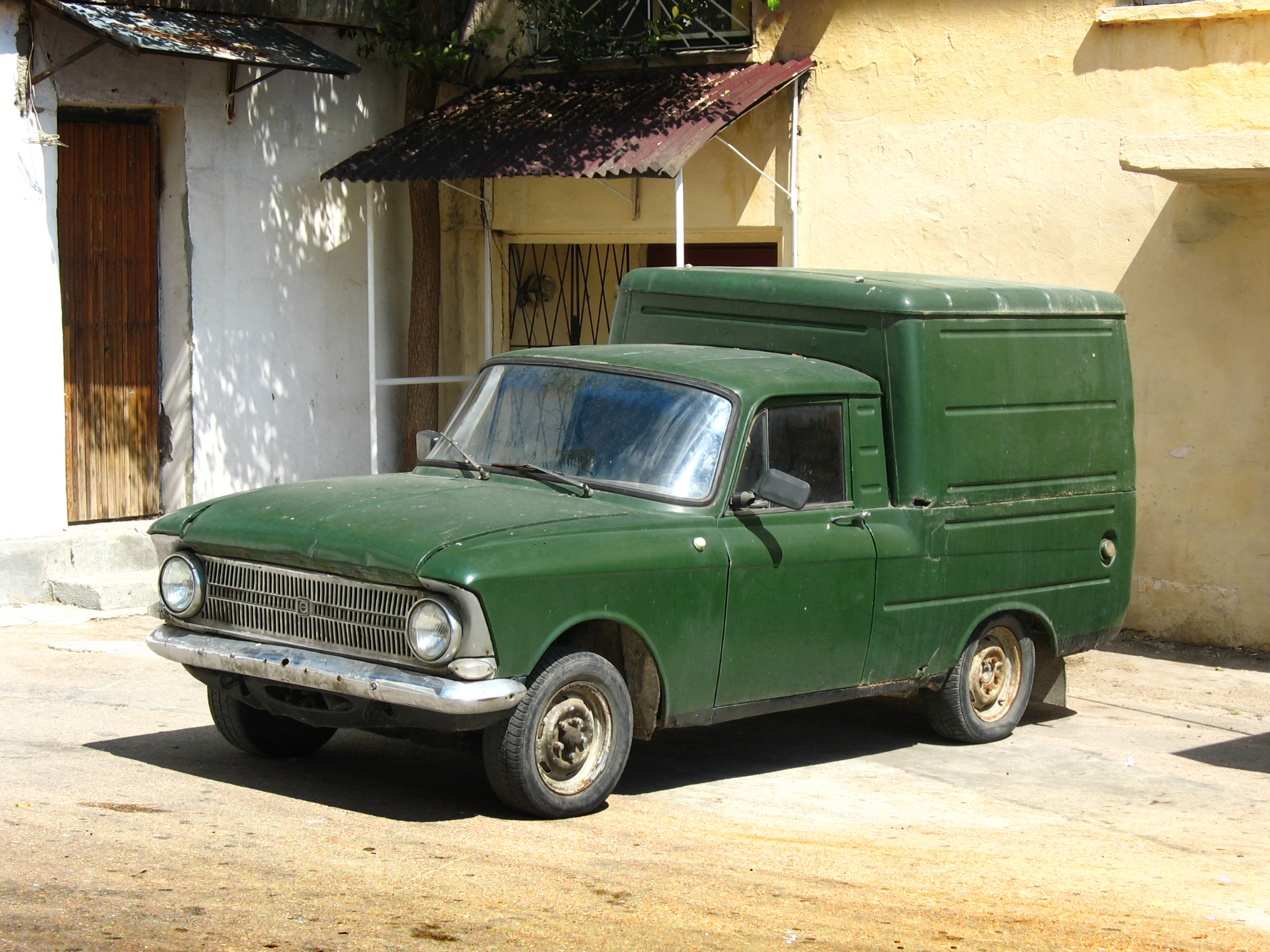
IZj 2715
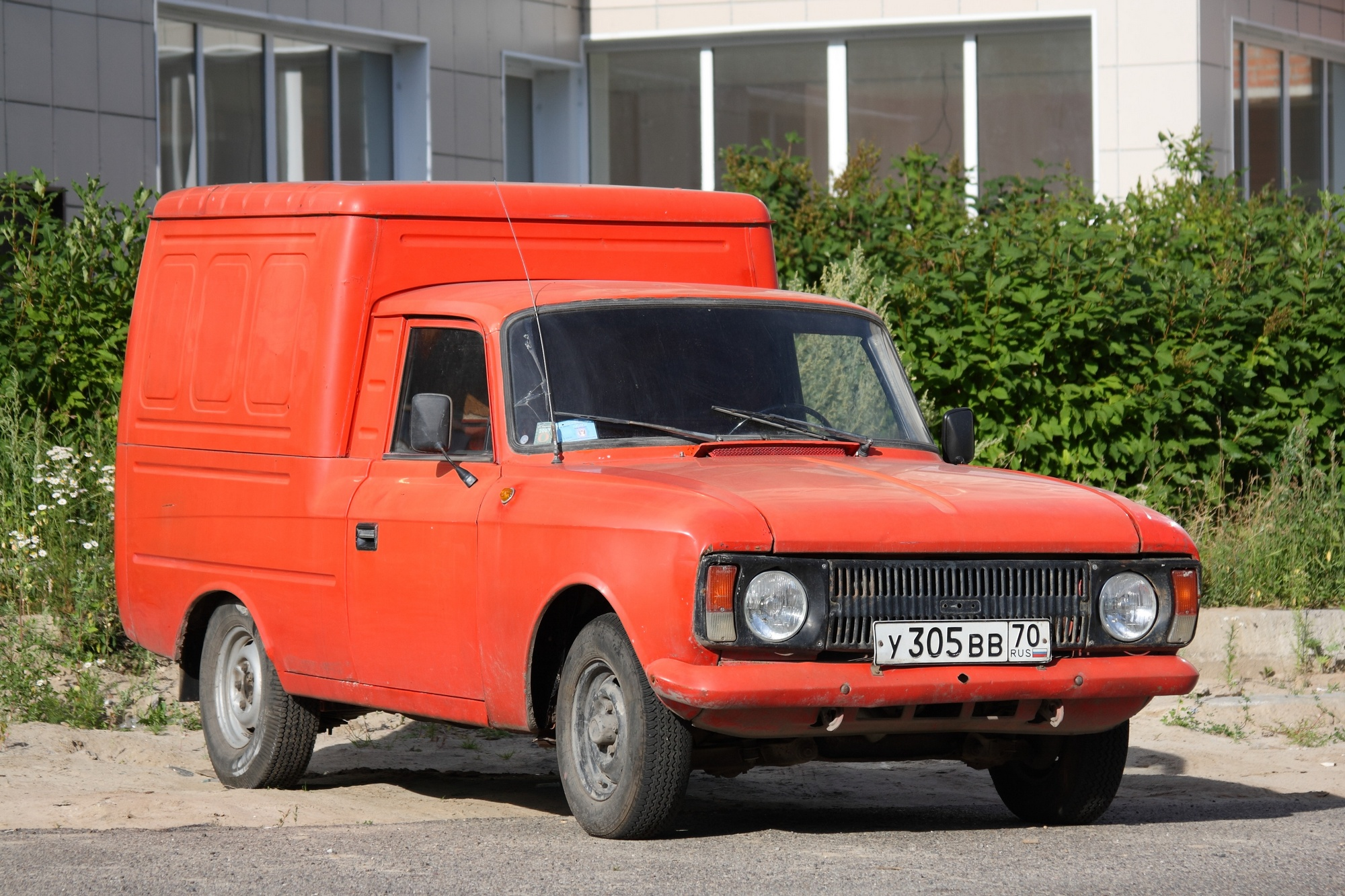
IZj 2715-01
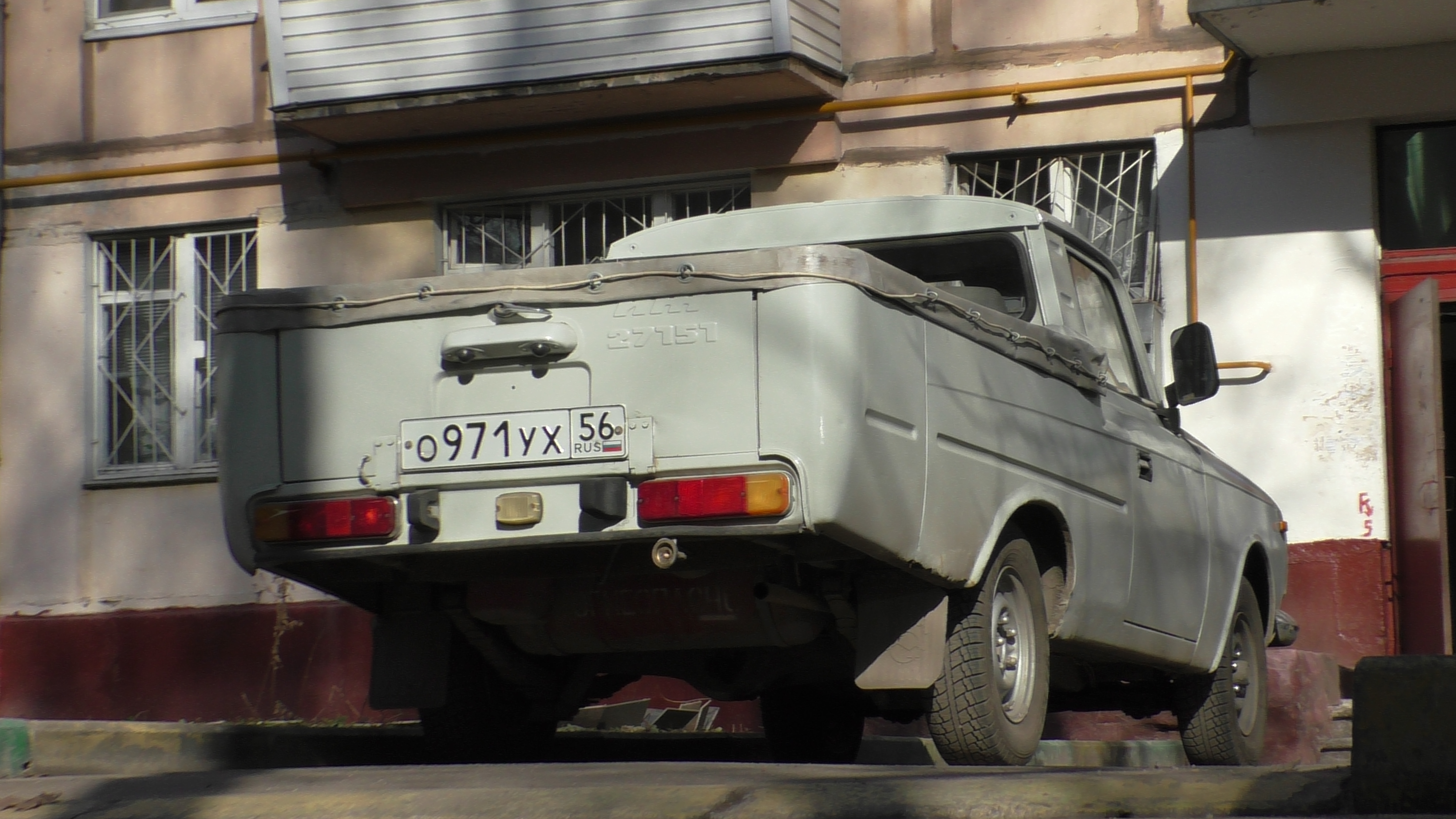
IZj 27151-01
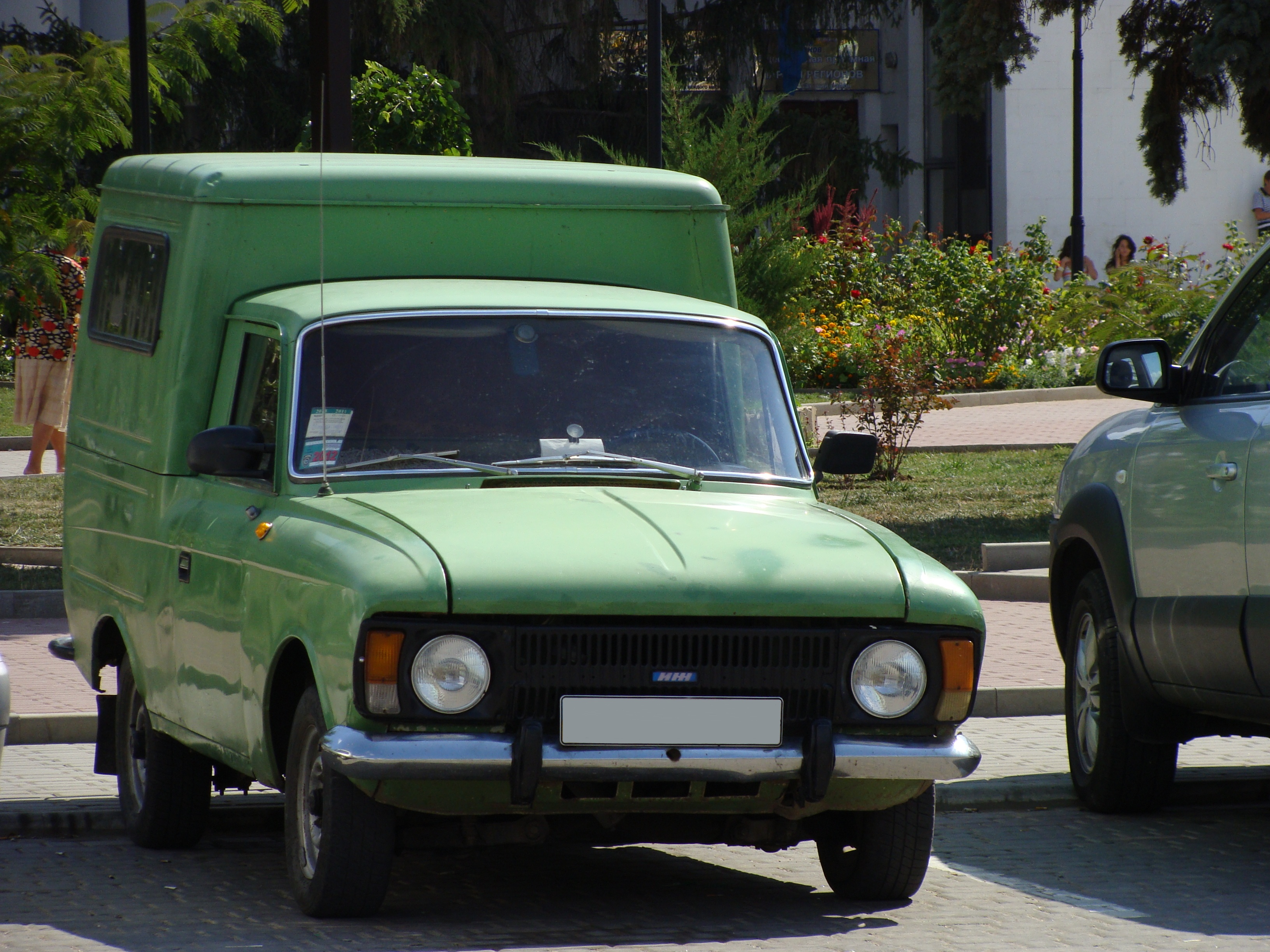
IZj 2715-01
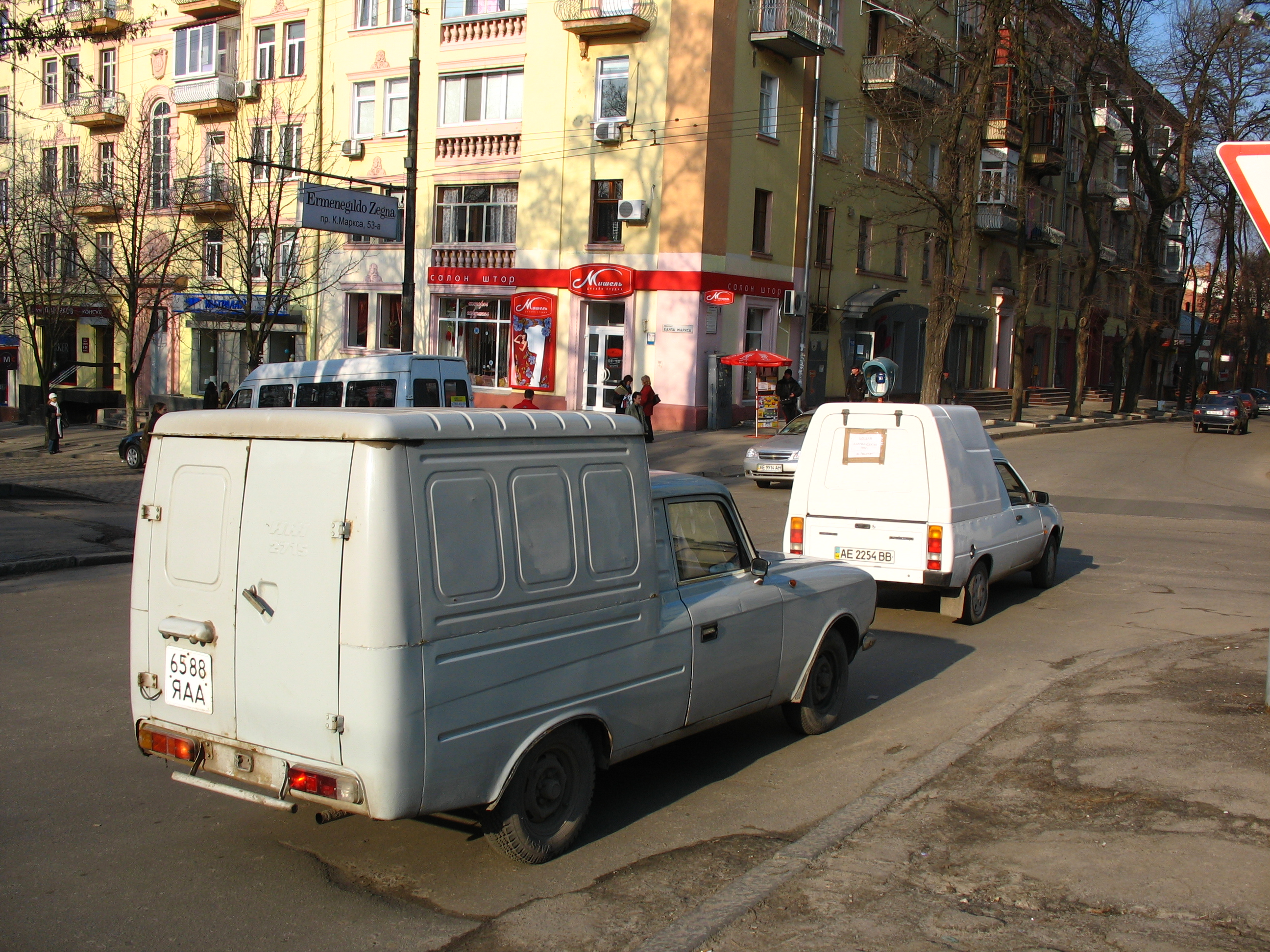
IZj 2715-01 (linkerzijde)
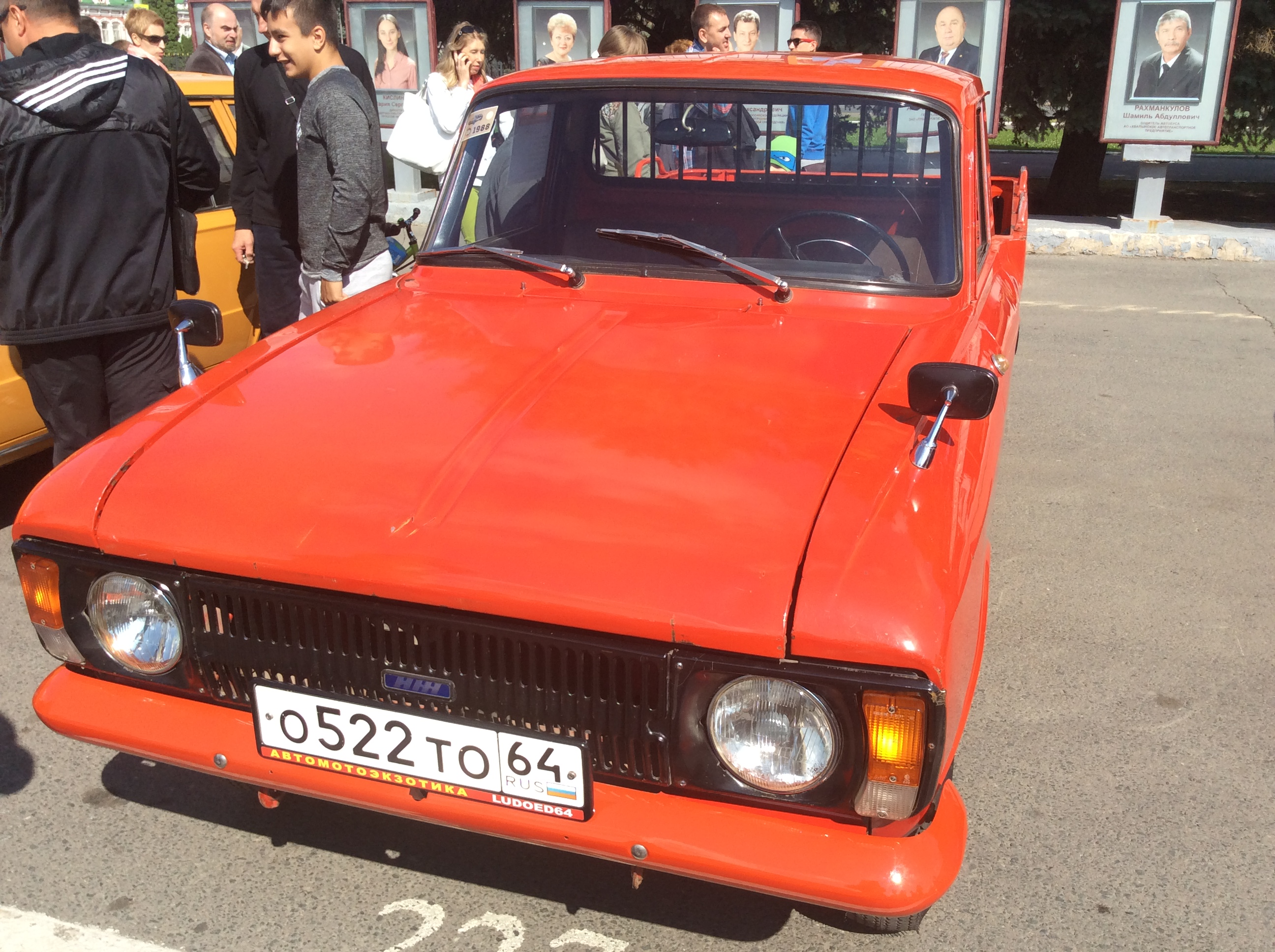
IZj-27151-011-01